# Mons-en-Pévèle (sector de pavé)
El Mons-en-Pévéle es un tramo de carretera pavimentada de 3000 metros conocida por albergar, el segundo domingo de abril, a la París-Roubaix, el tercero de los cinco monumentos del ciclismo.
Está situado en el municipio de Mons-en-Pévéle. Es uno de los sectores clave de la carrera París-Roubaix. De hecho, es una de las áreas más duras y que se encuentra a 50 kilómetros del fin de la carrera.
Se pasó por primera vez en 1978 y desde entonces se ha pasado en todas las ediciones salvo en la edición del 2001.
En las ediciones de 1997, 2000, 2002 y 2003, sólo se pasaron 1100m de los 3000m que tiene este pavé.
En 2008, el ataque de Stijn Devolder en este sector, contribuyó a la victoria de su compañero de equipo en el Quick Step Tom Boonen

## Características
El tramo es 3000 m de largo y tiene 5 estrellas de dificultad.
Comienza con un falso llano descendente de 300 m (pendiente de 2%), prosigue con otro falso llano de 800 metros, a continuación, gira a la derecha 90° para conectar con 800 metros casi llanos. Se gira a la izquierda 90° (difícil de pedalear debido a que es un terreno muy barroso) y termina con otro falso llano de 1100m.

## Galería de fotos

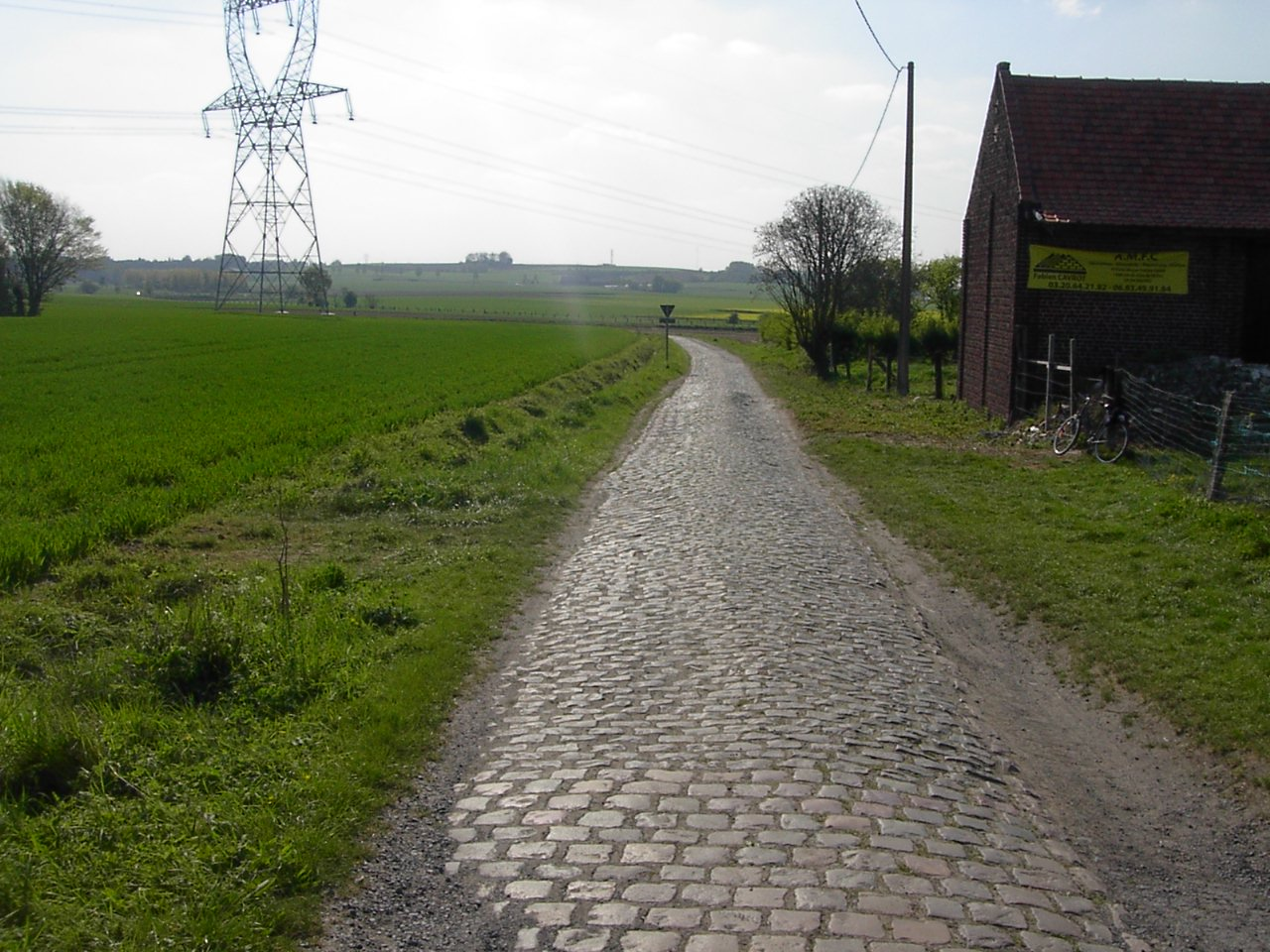
Entrada en el sector
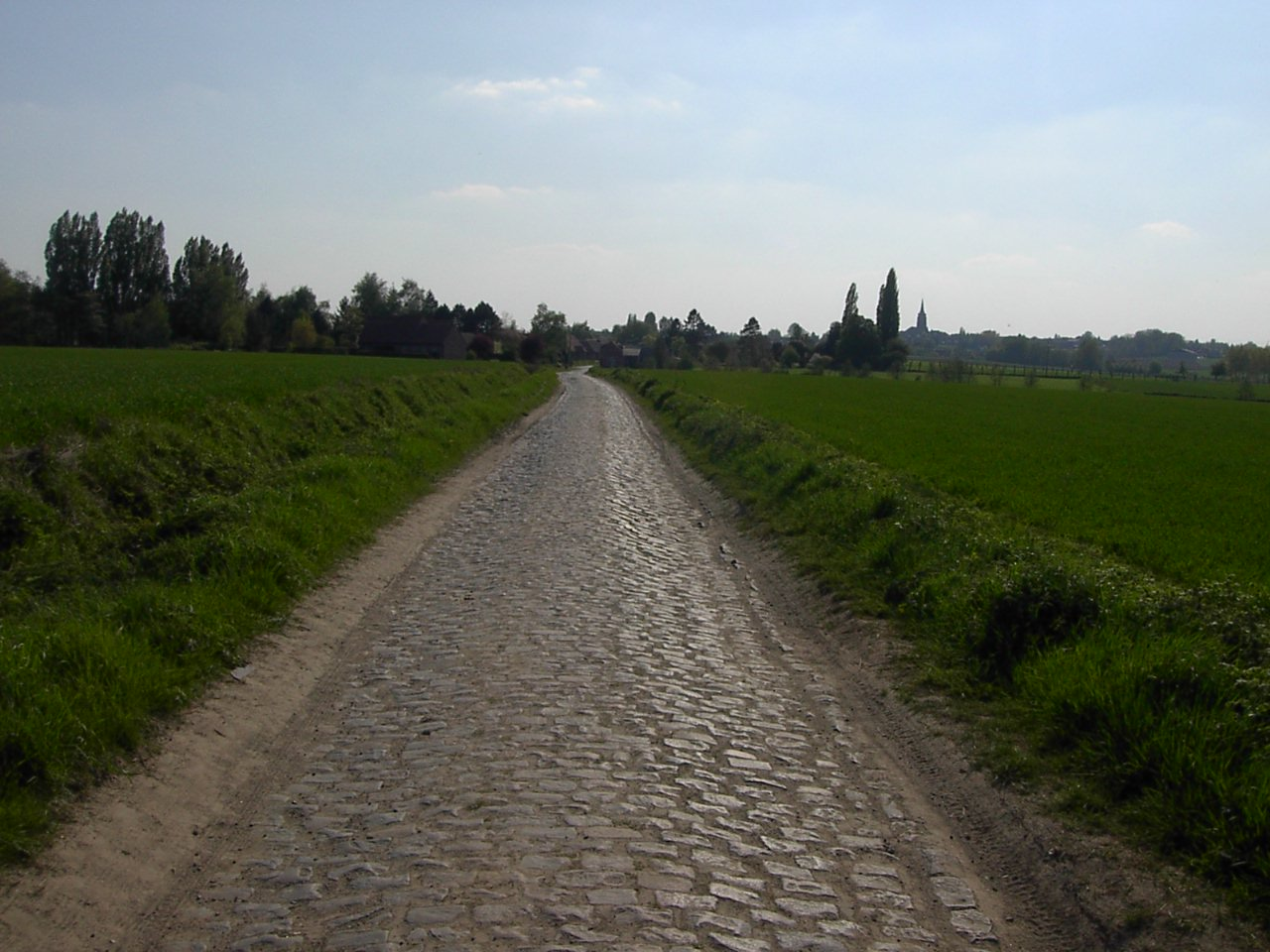
Fase descendiente
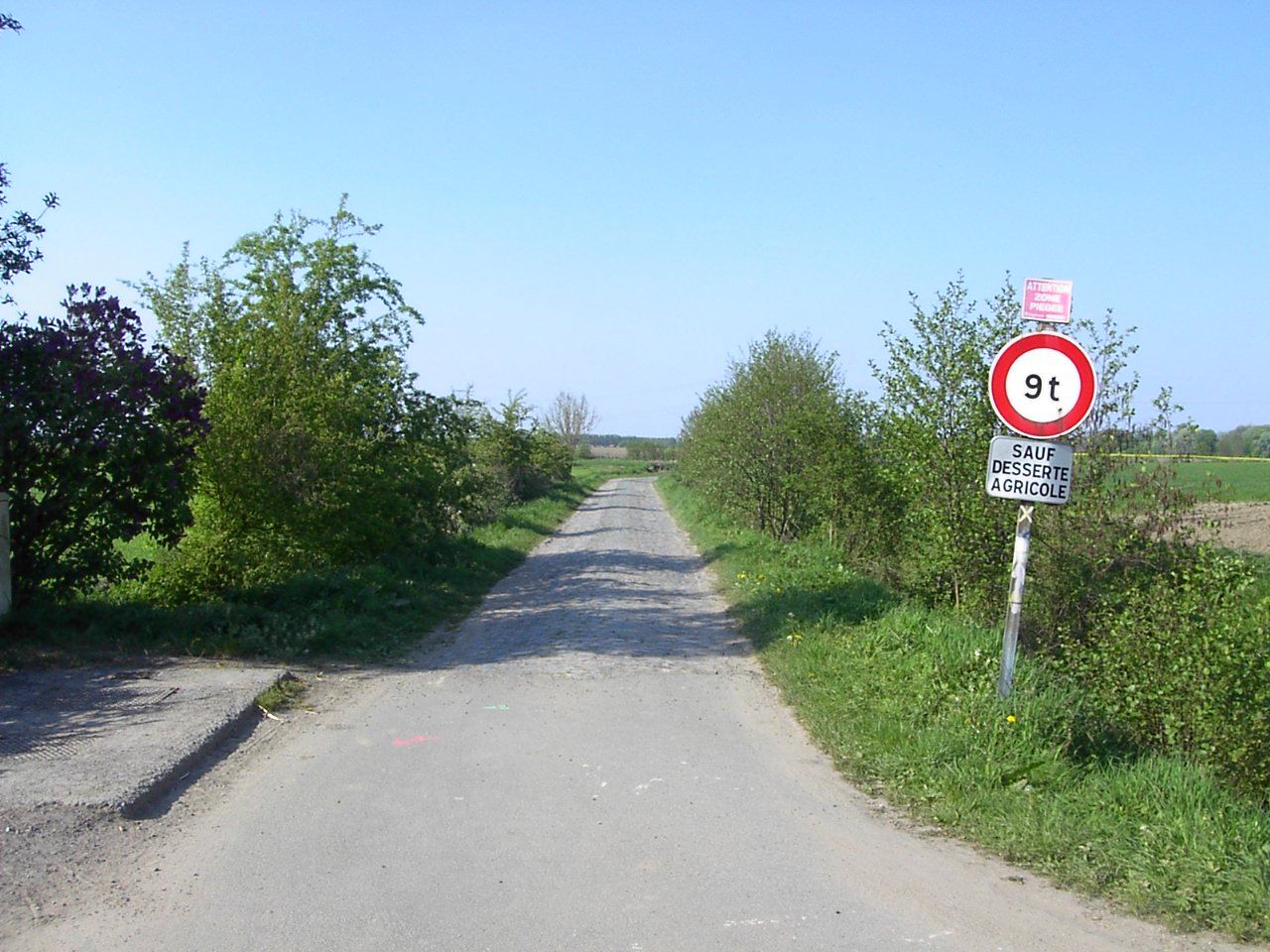
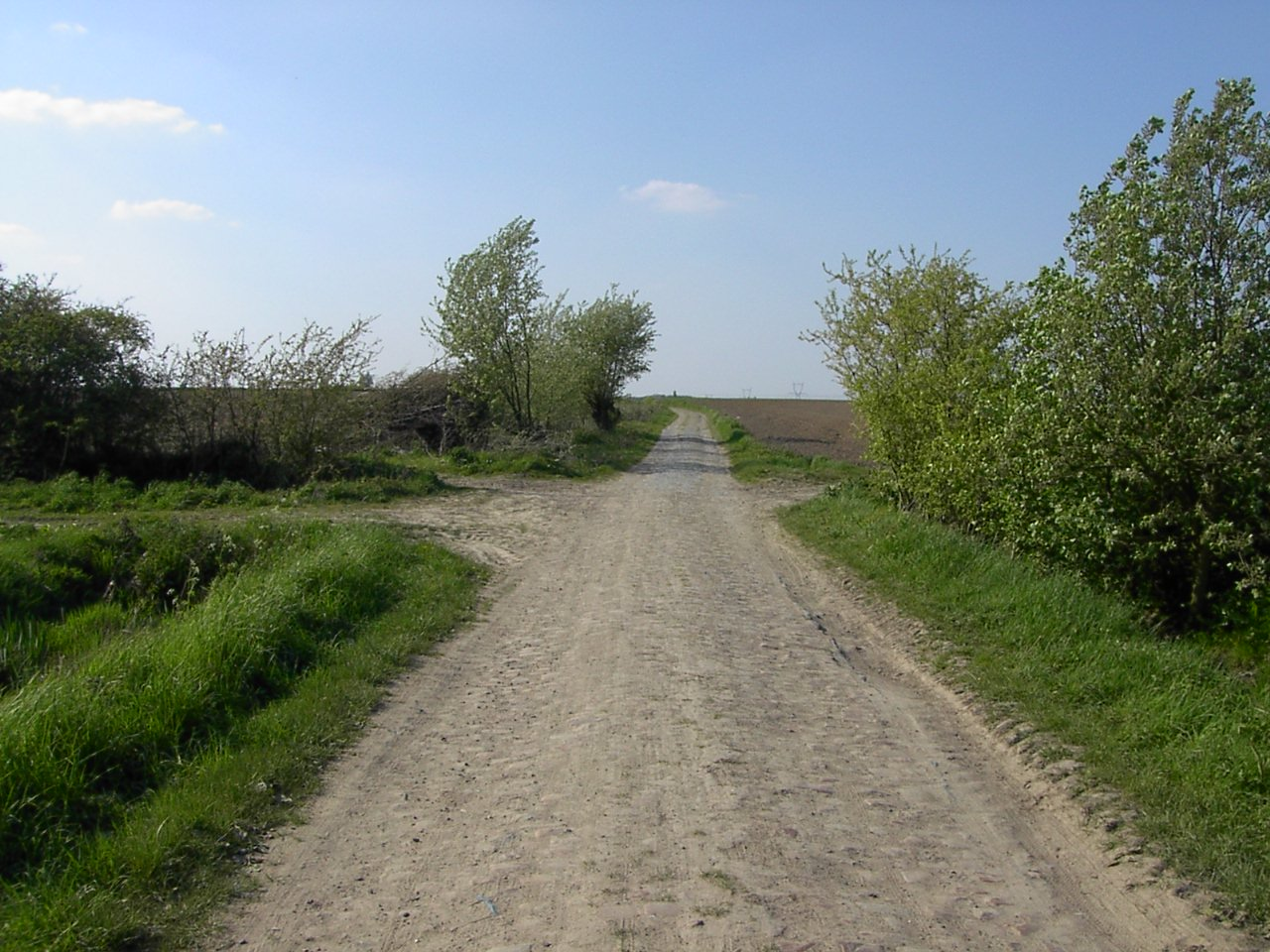
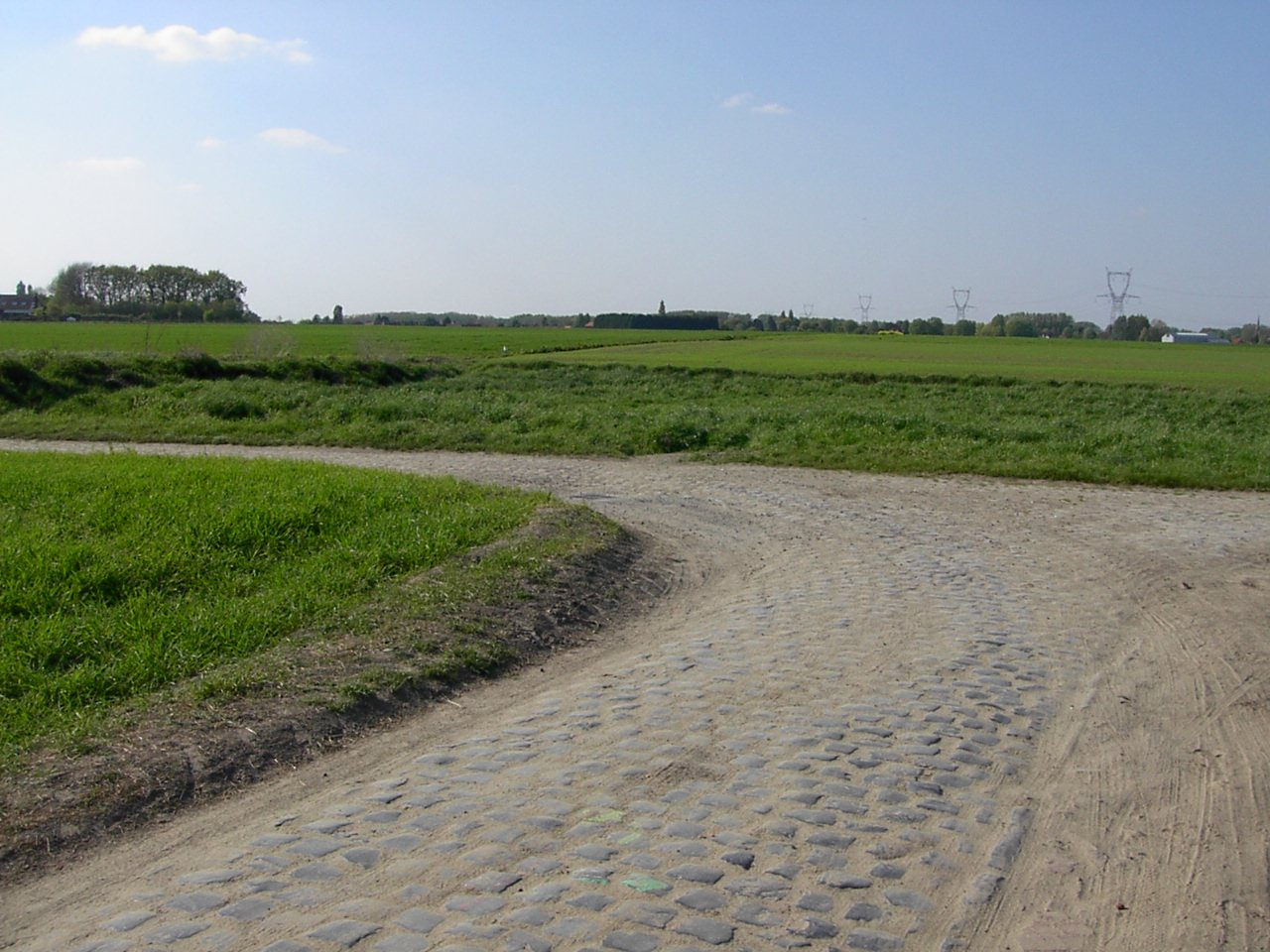
Giro a la izquierda
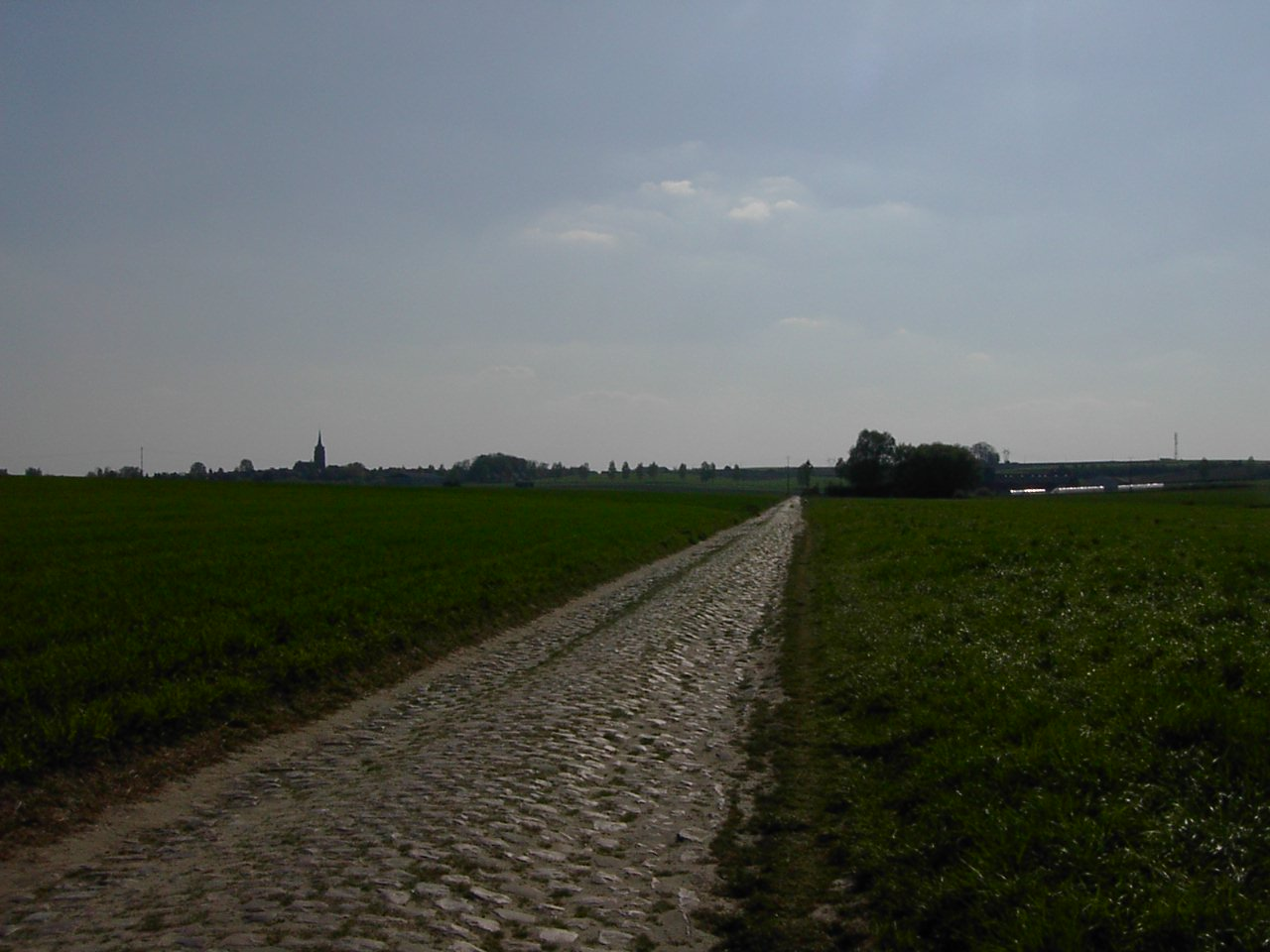
Fase ascendente
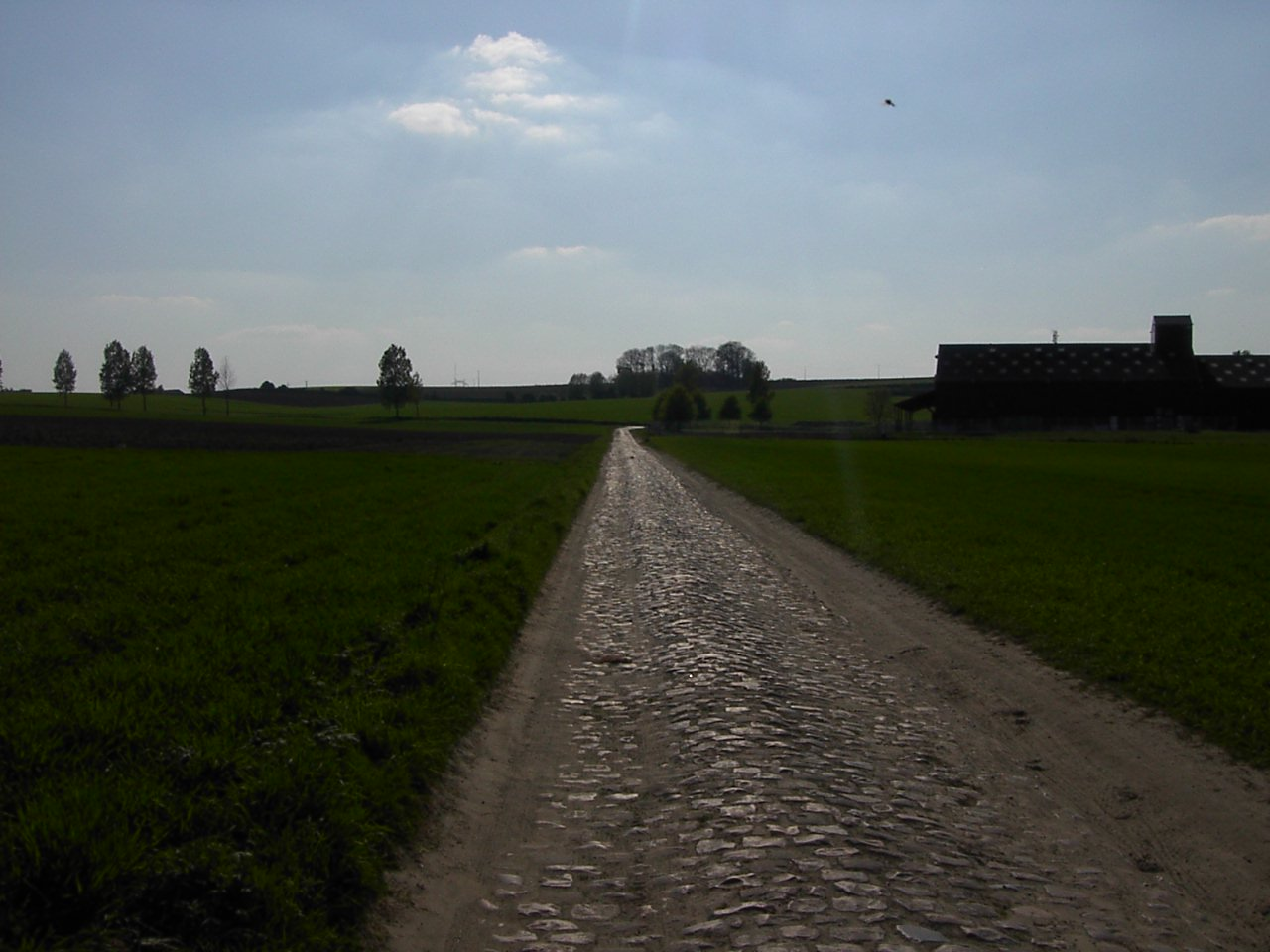
Fin del sector